# Biarum aleppicum
Biarum aleppicum là một loài thực vật có hoa trong họ Ráy (Araceae). Loài này được J.Thiébaut mô tả khoa học đầu tiên năm 1948.